# 구별짓기
《구별짓기》(프랑스어: La Distinction)는 피에르 부르디외가 1979년에 발표한 책이다. 원제는 《차별: 경험의 판단에 따른 사회적 비평》(프랑스어: La distinction: Critique sociale du jugement)이다. 1963년부터 1968년까지 저자의 경험적 연구를 바탕으로 한 프랑스의 문화의 상태에 대한 사회학 보고서로서 1984년에 영어 번역본이 처음 출판되었다. 1998년 국제사회학회(ISA)에서는 《구별짓기》를 20세기의 가장 중요한 사회학 책 10권 중 하나로 선정했다.

## 요약
부르디외는 경제적 수단을 넘어 사회적 이동성을 촉진하는 교육 등 비금융 사회적 자산인 문화 자본이 많은 사람들이 사회 내에서 취향을 구성하는 결정적인 것이라고 제안한다. 전체적인 자본의 부피가 낮은 사람들은 이러한 취향과 높고 낮은 문화의 구별을 합법적이고 자연스러운 것으로 받아들이고, 따라서 다양한 형태의 자본(경제, 사회, 문화) 사이의 전환에 대한 기존의 제한을 받아들인다. 전체 자본이 낮은 사람들은 필요한 수단이 부족하기 때문에 더 많은 양의 문화 자본에 접근할 수 없다. 이는 예를 들어 그들의 습관적인 특징 때문에 고전 미술 작품을 묘사하는 용어나 이해 방법이 부족하다는 것을 의미할 수 있다. 부르디외는 이런 점에서 '서민들은 사물이 기능을 수행하기를 기대한다'고 주장하는 반면, 경제적 필수품에서 자유로운 사람들은 일상 생활과 분리된 순수한 시선을 운용할 수 있다. '지배적' 형태의 취향을 받아들이는 것은 '상징적 폭력'의 한 형태라고 부르디외는 주장한다.즉, 이러한 취향의 구별과 잘못된 인식의 이입은 지배계급이 자기 세계를 규정하는 수단을 부정하는 것이며, 이는 전체 자본이 적은 계층의 단점으로 이어진다. 더구나 하급 지배계급이 무엇이 좋고 무엇이 좋지 않은지에 대해 나름대로의 생각을 갖고 있는 것처럼 보일 수 있는 경우에도 "노동계급 '서민'은 지배적인 미학이며, 지배적인 미학의 관점에서 끊임없이 자신을 규정할 의무가 있다고 할 수 있다.

## 이론
한 개인의 미학적 선택은 계급 구분(계급에 기반을 둔 사회 집단)을 만들어 내고 한 사회의 다른 사회 계층과 적극적으로 거리를 둔다. 따라서, 특정 종류의 음식, 음악, 예술에 대한 성향(특별하거나 개별적이지 않은) 은 아이들에게 가르쳐지고 주입되며, 이러한 계층별 취향은 아이들이 "적절한" 사회적 위치로 안내하는 데 도움이 된다. 따라서, 계급에서의 자기 선호는 주어진 사회 계급의 구성원으로서 자신에게 적합한 대상과 행동에 대한 선호의 내재화를 촉진시키고, 또한 다른 사회 계급의 선호 대상과 행동에 대한 혐오의 발달에 의해 달성된다. 실제로 남자나 여자가 다른 사회계급의 문화와 예술을 접할 때, 타인의 취향에 대해 "혐오스럽고, 공포감에 자극되거나, 본능적인 편협함('불편한 느낌')을 느끼게 된다.
따라서, "맛"은 문화적 헤게모니의 중요한 예로서, 계급 구분이 어떻게 결정되는지에 대한 것이다. 사회자본과 경제자본의 소유뿐 아니라 문화자본의 소유도 그렇다. 문화자본의 투입과 획득은 지배계급의 문화적 재생산뿐만 아니라 사회적 재생산을 보장하기 위한 음흉한 메커니즘으로 이용되고 있다. 게다가 어릴 때 취향을 익히기 때문에 취향이 내면화된다. 취향에 대한 사회적 재조정은 매우 어렵다. 주입되고 습득된 취향은 한 사람을 특정 사회 계층의 한 사람으로 영구적으로 식별하는 경향이 있으며 이는 사회적 이동성을 저해한다. 이와 같이 지배계급의 문화적 취향은 다른 사회계급의 취향을 지배하는 경향이 있어 경제적, 문화적으로 지배적인 계층의 개별 남녀가 지배적인 미적 선호에 따르도록 강요하거나, 또는 조잡하고, 취약하고, 단정치 못한 "사회" (그러나 사실은 부분적이고 지배적인)에 반감이 나타난다.

## 방법론
구조주의의 영향을 받은 부르디외는 현대 사회학의 회귀 분석에 대한 전통적인 의존을 넘어 보다 엄격한 양적 접근법을 달성하려고 했다. 그는 복수의 독립변수의 상관관계에 의존하기보다는, 「힘의 참된 원리를 구성하고, 이와 같은 상관관계에서 기록된 효과에 특유한 형태를 이루는 관계의 완전한 시스템」을 볼 수 있는 틀을 개발하는 데 관심이 있었다. 분석을 위해 La Distance에서, 브루디우는 통계 기술자인 Salah Bouedja와 함께 1963년의 "코닥 조사"와 1967년의 "취향 조사"라는 두 가지 조사의 데이터에 대한 여러 차례의 대응 분석을 채택했다. 이 분석 외에도 부르디외는 데이터의 하위 집합에 대응 분석을 적용했는데 부르디외가 '지배 계급'과 '펫티 부르주아지'라고 이름 붙인 것에 대한 반응이다. 이러한 유형의 연구는 기하학적 데이터 분석, 특히 다중 대응 분석의 초기 시도를 나타냈는데, 이것은 부르디외의 후기 연구에서 중요한 방법론적 체계가 될 것이다.

## 반응
1998년 국제사회학회(ISA)는 《구별짓기》를 피터 L. 버거와 토마스 루크만의 '현실 사회구축'(1966년)의 뒤로 이었지만 노르베르트 엘리아스의 '문명화 과정'(1939년)을 앞질렀다 하여 20세기의 가장 중요한 사회학 서적 10권 중 하나로 선정했다. 평론가 카밀 파글리아는 취향은 사회적 가정을 바꾸는 데 달려 있다는 부르디외의 결론에 동의하면서도 명백했어야 한다는 의견을 제시하며 차별성을 일축했다.